# Ri Un-chol
Ri Un-chol (13 luglio 1995) è un calciatore nordcoreano, difensore del Sonbong e della Nazionale nordcoreana.

## Carriera

### Club
Ha giocato nella prima divisione nordcoreana.

### Nazionale
Nel 2015 ha partecipato ai Mondiali Under-20.
Con la nazionale nordcoreana ha preso parte alla Coppa d'Asia 2019.

## Statistiche
Statistiche aggiornate al 1º gennaio 2019.

### Cronologia presenze e reti in nazionale
| Cronologia completa delle presenze e delle reti in nazionale ― Corea del Nord | Cronologia completa delle presenze e delle reti in nazionale ― Corea del Nord | Cronologia completa delle presenze e delle reti in nazionale ― Corea del Nord | Cronologia completa delle presenze e delle reti in nazionale ― Corea del Nord | Cronologia completa delle presenze e delle reti in nazionale ― Corea del Nord | Cronologia completa delle presenze e delle reti in nazionale ― Corea del Nord | Cronologia completa delle presenze e delle reti in nazionale ― Corea del Nord | Cronologia completa delle presenze e delle reti in nazionale ― Corea del Nord |
| Data                                                                          | Città                                                                         | In casa                                                                       | Risultato                                                                     | Ospiti                                                                        | Competizione                                                                  | Reti                                                                          | Note                                                                          |
| ----------------------------------------------------------------------------- | ----------------------------------------------------------------------------- | ----------------------------------------------------------------------------- | ----------------------------------------------------------------------------- | ----------------------------------------------------------------------------- | ----------------------------------------------------------------------------- | ----------------------------------------------------------------------------- | ----------------------------------------------------------------------------- |
| 10-10-2017                                                                    | Beirut                                                                        | Libano                                                                        | 5 – 0                                                                         | Corea del Nord                                                                | Qual. Coppa d'Asia 2019                                                       | -                                                                             |                                                                               |
| 10-11-2017                                                                    | Buriram                                                                       | Corea del Nord                                                                | 4 – 1                                                                         | Malaysia                                                                      | Qual. Coppa d'Asia 2019                                                       | -                                                                             |                                                                               |
| 13-11-2017                                                                    | Kuala Lumpur                                                                  | Malaysia                                                                      | 1 – 4                                                                         | Corea del Nord                                                                | Qual. Coppa d'Asia 2019                                                       | -                                                                             |                                                                               |
| 9-12-2017                                                                     | Chōfu                                                                         | Giappone                                                                      | 1 – 0                                                                         | Corea del Nord                                                                | Coppa dell'Asia orientale                                                     | -                                                                             |                                                                               |
| 12-12-2017                                                                    | Chōfu                                                                         | Corea del Nord                                                                | 0 – 1                                                                         | Corea del Sud                                                                 | Coppa dell'Asia orientale                                                     | -                                                                             | 89’                                                                           |
| 16-12-2017                                                                    | Chōfu                                                                         | Cina                                                                          | 1 – 1                                                                         | Corea del Nord                                                                | Coppa dell'Asia orientale                                                     | -                                                                             |                                                                               |
| 13-10-2018                                                                    | Tashkent                                                                      | Uzbekistan                                                                    | 2 – 0                                                                         | Corea del Nord                                                                | Amichevole                                                                    | -                                                                             |                                                                               |
| 11-11-2018                                                                    | Taipei                                                                        | Corea del Nord                                                                | 4 – 1                                                                         | Mongolia                                                                      | Coppa dell'Asia orientale                                                     | -                                                                             |                                                                               |
| 13-11-2018                                                                    | Taipei                                                                        | Hong Kong                                                                     | 0 – 0                                                                         | Corea del Nord                                                                | Coppa dell'Asia orientale                                                     | -                                                                             |                                                                               |
| 16-11-2018                                                                    | Taipei                                                                        | Taiwan                                                                        | 0 – 2                                                                         | Corea del Nord                                                                | Coppa dell'Asia orientale                                                     | -                                                                             |                                                                               |
| 25-12-2018                                                                    | Hanoi                                                                         | Vietnam                                                                       | 1 – 1                                                                         | Corea del Nord                                                                | Amichevole                                                                    | -                                                                             |                                                                               |
| 08-01-2019                                                                    | Dubai                                                                         | Arabia Saudita                                                                | 4 – 0                                                                         | Corea del Nord                                                                | Coppa d'Asia 2019 - 1º turno                                                  | -                                                                             |                                                                               |
| 13-01-2019                                                                    | al-'Ayn                                                                       | Corea del Nord                                                                | 0 – 6                                                                         | Qatar                                                                         | Coppa d'Asia 2019 - 1º turno                                                  | -                                                                             | 14’                                                                           |
| 17-01-2019                                                                    | Sharjah                                                                       | Libano                                                                        | 4 – 1                                                                         | Corea del Nord                                                                | Coppa d'Asia 2019 - 1º turno                                                  | -                                                                             |                                                                               |
| Totale                                                                        |                                                                               | Presenze                                                                      | 14                                                                            |                                                                               | Reti                                                                          | 0                                                                             |                                                                               |